# Buwaydat al-Suwayqat
Buwaydat al-Suwayqat (tiếng Ả Rập: بويضة السويقات, cũng đánh vần là Bweidat al-Sweiqat) là một ngôi làng ở phía tây bắc Syria, một phần hành chính của Tỉnh Tartus. Nó nằm giữa Safita (về phía đông) và Ras al-Khashufah (về phía tây). Theo Cục Thống kê Trung ương Syria, (CBS) Buwaydat al-Suwayqat có dân số 2.835 trong cuộc điều tra dân số năm 2004. Cư dân của nó chủ yếu là Alawites.